# 攻城時刻
《攻城時刻》（意大利语：11 Settembre 1683；波兰语：Bitwa pod Wiedniem；又譯《围城日：1683年9月11日》）是2012年的一部波兰與意大利合拍的英語劇情片，故事內容改编自1683年的维也纳之战。該電影由伦佐·马丁内利执导。这部电影于2012年10月12日上映。